# Vranovina (Novi Pazar)
Vranovina, település Szerbiában, a Raškai körzet Novi Pazar községében.

## Népesség
- 1948-ban 679 lakosa volt.
- 1953-ban 756 lakosa volt.
- 1961-ben 744 lakosa volt.
- 1971-ben 667 lakosa volt.
- 1981-ben 489 lakosa volt.
- 1991-ben 436 lakosa volt.
- 2002-ben 329 lakosa volt, akik közül 328 szerb és 1 ismeretlen.